# Albert Dubout
Albert Dubout (Marsiglia, 15 maggio 1905 – Saint-Aunès, 27 giugno 1976) è stato un illustratore, pittore e scultore francese.

## Biografia

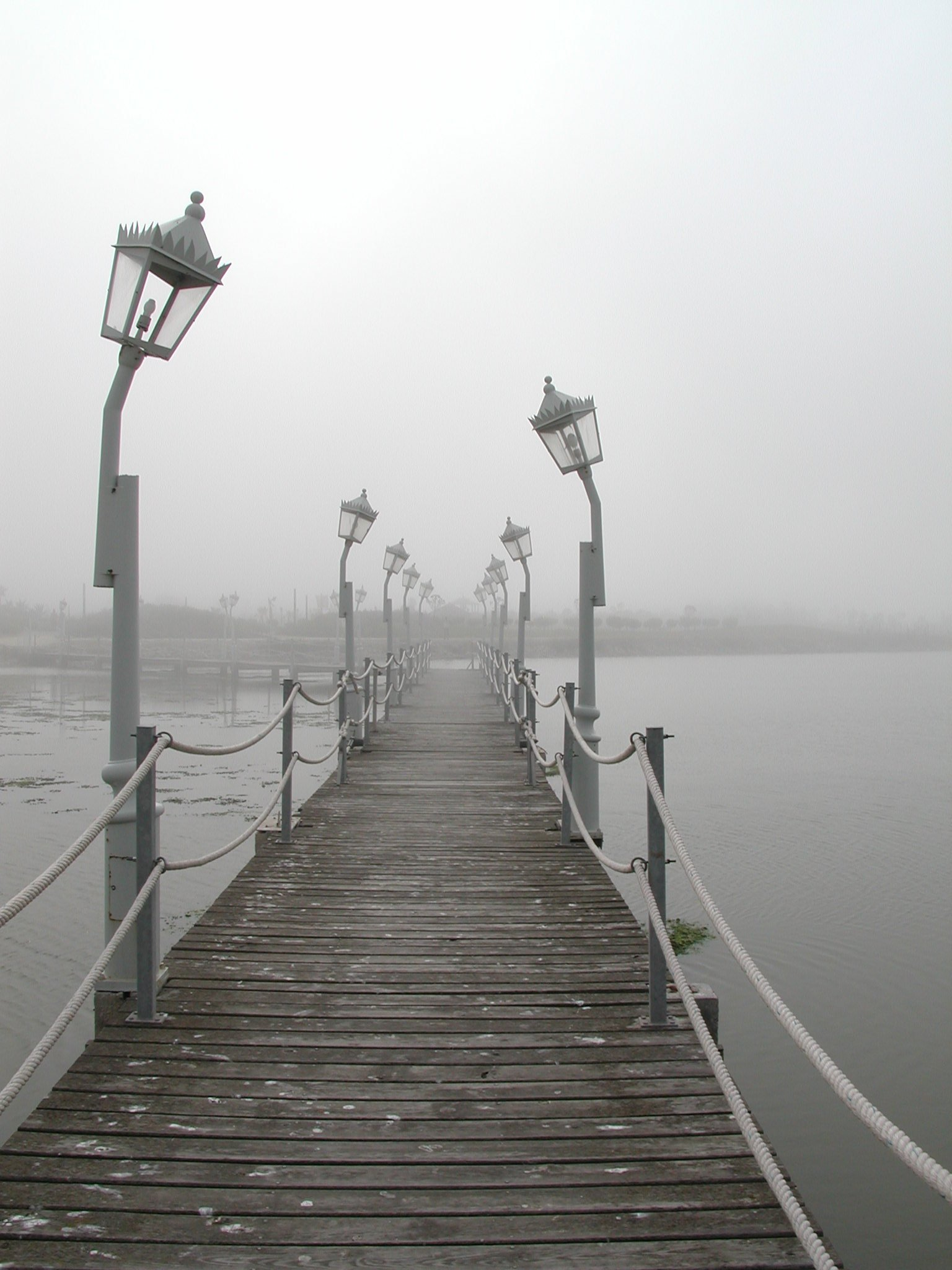
Ingresso del museo Dubout a Palavas-les-Flots

Albert Dubout nasce a Marsiglia. Dopo essersi diplomato a Nîmes (dove incontra Jean Paulhan) studia alla scuola d'arte di Montpellier dove conosce la sua prima moglie, Renée Altier: i suoi primi lavori vengono pubblicati nel giornale studentesco "L'écho des étudiants" nel 1923.
Dopo essersi trasferito a Parigi, Philippe Soupault lo assume per illustrare il primo libro edito dalla sua casa editrice, Les Embarras de Paris di Boileau. Dubout continua a illustrare numerose edizioni dei libri di Boileau, Beaumarchais, Mérimée, Rabelais, Villon, Cervantes, Balzac, Racine, Voltaire, Rostand, Poe, and Courteline.
Collabora con numerosi magazine e giornali quali "Le Rire", "Marianne", "Eclats de Rire", "L'os à Moëlle", "Paris-Soir" e "Ici-Paris".
Lavora nella pubblicità e crea inoltre locandine di film e spettacoli teatrali.
Nel 1953, il Presidente francese Vincent Auriol lo premia con la Legion d'Onore. Quell'anno inoltre il suo nome compare nel Piccolo Rizzoli Larousse.
Nel 1965 invece illustra le avventure di San Antonio alla richiesta dell'autore Frédéric Dard.
Due anni dopo sposa la sua seconda moglie, Suzanne Ballivet, pittrice. Da quel momento divide la sua vita tra Mézy-sur-Seine e Palavas-les-Flots (Hérault) fino alla sua morte, avvenuta nel 1976.
Nel 1992 gli viene dedicato un museo a Palavas-les-Flots.
Jacovitti, per sua stessa ammissione, è stato influenzato agli inizi della carriera dall'arte umoristica di Dubout, principalmente nel campo delle panoramiche.